# All in One Voice
All in One Voice è il dodicesimo album in studio della cantante gallese Bonnie Tyler, pubblicato nel 1999.

## Tracce
1. Heaven (Per Andreasson, Permilla Emme) – 3:24
2. Like an Ocean (Andreasson, Emme) – 4:08
3. Soon Will Be Too Late (Andreasson, Emme) – 3:52
4. You Always Saw the Blue Skies (Will Jennings, Frankie Miller) – 3:52
5. We Can Start Here (Máire Brennan, Dennis Wood) – 4:03
6. Angel of the Morning (Chip Taylor) – 3:43
7. The Reason Why (P. Hopkins, L. Morris) – 3:50
8. Return to Blue (Eric Brodka, Gernot Rothenbach) – 3:26
9. You're Breaking My Heart Again (Brodka, Rothenbach) – 3:37
10. I Put a Spell on You (Screamin' Jay Hawkins) – 4:38
11. I'll Never Let You Down (Miller) – 3:52
12. The Rose (Amanda McBroom) – 3:24
13. He's the King (Harold Faltermyer, Rothenbach) – 4:48
14. Silent Night (Franz Gruber, Joseph Mohr) – 2:26